# Districtul Waeng
Waeng (în thailandeză แว้ง) este un district (Amphoe) din provincia Narathiwat, Thailanda, cu o populație de 47.314 locuitori și o suprafață de 347,3 km².

## Componență
Districtul este subdivizat în 6 subdistricte (tambon), care sunt subdivizate în 45 de sate (muban).
| Nr. | Nume      | În thailandeză | Sate | Locuitori |  |
| --- | --------- | -------------- | ---- | --------- |  |
| 1.  | Waeng     | แว้ง            | 7    | 12465     |  |
| 2.  | Kayu Khla | กายูคละ         | 9    | 7308      |  |
| 3.  | Kholo     | ฆอเลาะ         | 7    | 6700      |  |
| 4.  | Lochut    | โละจูด          | 8    | 10677     |  |
| 5.  | Mae Dong  | แม่ดง           | 7    | 6009      |  |
| 6.  | Erawan    | เอราวัณ         | 7    | 4155      |  |